# Sylvester Stallone
Sylvester Stallone (New York, 6. srpnja 1946.), američki filmski glumac, scenarist, producent i redatelj sicilijanskog porijekla. Jedan je od najistaknutijih filmskih akcijskih junaka 1980-ih i prve polovice 1990-ih, a najpoznatije uloge ostvario je u serijalima filmova o Rockyju i Rambu.

## Životopis
Rodio se 1946. u četvrti Hell's Kitchen u New Yorku, u obitelji frizera Franka Stallonea i majke Jackie, astrologinje i promotorice ženskog hrvanja.
Iako je bio isključen iz 14 škola, zbog atletskih sposobnosti stječe stipendiju za američki fakultet u Švicarskoj, a kasnije stječe diplomu i na sveučilištu u Miamiju. Na filmu je debitirao 1971. u filmovima Klute i Bananas.
Budući da nije želio biti zapažen isključivo kao glumac, 1976. godine završio je, navodno u tri dana, scenarij o usponu anonimnog boksača, za Oscarom nagrađeni film Rocky, kojim zadobiva golemu popularnost. Film je bio nominiran za Oscara u deset kategorija, a osvojio je nagradu za najbolji film.
Iskazujući veliku poslovnost, u daljnjim se projektima uglavnom javlja u trostrukoj ulozi glumca, scenarista i redatelja, gradeći tako mit vlastite ličnosti. Zaokret prema brutalnom čovjeku od akcije do vrhunca je doveden u filmovima Rambo, snimljenim od 1982. do 1988. godine, u kojima Stallone tumači lik vijetnamskog veterana - borca za ideale konzervativne Amerike.
Drugim filmom o Johnu Rambu, Rambo 2 iz 1985. godine, Stallone se prometnuo u veliku holivudsku zvijezdu akcijskih filmova, a osim publiciteta, ostvario je i zamjetnu novčanu dobit, jer je film ostvario golem uspjeh u kinima.
Sljedećih godina nastavio je nizati uloge, uglavnom u žanru akcijskih filmova, prvo u trećem nastavku Ramba, a zatim u filmovima Cobra, Over the Top, Rambo 3 te Tango i Cash. Posljednja dva filma ostvarila su neuspjeh u kinima, a to je bio tek početak krize koja ga je snašla u 90-ima. Uslijedili su neuspjesi u nizu filmova, da bi 1997. Stallone napravio zaokret i odglumio ulogu podebljeg nagluhog šerifa u filmu Copland za koju je primio neočekivano dobre kritike.
Dolaskom novog tisućljeća, ostvario je nekoliko osrednjih uloga da bi potom odlučio uskrsnuti svoje dvije najveće uloge. Prvo je 2006. godine snimio šesti nastavak sage o Rockyju (Rocky Balboa), koji je ostvario uspjeh i kod publike i kod kritike, a dvije godine kasnije snimio je četvrti dio serijala o vijetnamskom veteranu Rambu (John Rambo).
Godine 2010. ostvario je veliki komercijalni uspjeh akcijskim filmom Plaćenici u kojem je okupio ostale velike zvijezde akcijskog filma: Jasona Stathama, Dolpha Lundgrena i Jet Lija uz cameo pojavljivanje Brucea Willisa i Arnolda Schwarzeneggera. Dvije godine kasnije u kinima se pojavio nastavak Plaćenici 2, koji je okupio većinu glumaca iz prvog filma te nova "pojačanja" Chucka Norrisa i Jean-Claudea Van Dammea.

### Privatni život
Godine 1974. oženio se Sashom Czack s kojom ima dva sina, Sagea (r. 1976.) i Seargeoha (r. 1979.). Sage je glumio uz oca u filmovima Rocky V. (1990.) i Svjetlost dana (1996.). Mlađi sin Sage je bolovao od autizma. Sage je umro 13. srpnja 2012. godine, što je veoma šokiralo Stallonea.
Stallone se razveo od prve supruge u veljači 1985., da bi se ponovno oženio u prosincu iste godine s glumicom Brigitte Nielsen s kojom je bio u braku dvije godine.
Godine 1997. oženio s treći put s Jennifer Flavin s kojom ima troje djece, kćeri Sophie Rose (r. 1996.), Sistine Rose (r. 1998.) i Scarlet Rose (2002.).

## Izabrana filmografija
| Godina | Film                           | Uloga                    | Bilješke              |
| ------ | ------------------------------ | ------------------------ | --------------------- |
| 1976.  | Rocky                          | Rocky Balboa             | napisao scenarij      |
| 1978.  | F.I.S.T.                       | Johnny D. Kovak          | scenarist             |
| 1979.  | Rocky 2                        | Rocky Balboa             | redatelj i scenarist  |
| 1981.  | Bijeg u pobjedu                | satnik Robert Hatch      |                       |
| 1982.  | Rambo                          | John J. Rambo            | scenarij              |
| 1982.  | Rocky 3                        | Rocky Balboa             | redatelj i scenarist  |
| 1984.  | Rhinestone                     | Nick Martinelli          |                       |
| 1985.  | Rocky 4                        | Rocky Balboa             | redatelj i scenarist  |
| 1985.  | Rambo 2                        | John Rambo               | scenarist             |
| 1986.  | Cobra                          | Marion 'Cobra' Cobretti  | scenarist             |
| 1988.  | Rambo 3                        | John Rambo               |                       |
| 1989.  | Tango i Cash                   | Raymond 'Ray' Tango      |                       |
| 1989.  | Iza rešetaka                   | Frank Leone              |                       |
| 1990.  | Rocky 5                        | Rocky Balboa             |                       |
| 1991.  | Oscar                          | Angelo 'Snaps' Provolone |                       |
| 1992.  | Stoj! Ili će moja mama pucati! | Joe Bomowski             |                       |
| 1993.  | Cliffhanger: Na rubu           | Gabe Walker              | scenarist             |
| 1993.  | Razbijač                       | John Spartan             |                       |
| 1994.  | Specijalist                    | Ray Quick                |                       |
| 1995.  | Sudac Dredd                    | Judge Dredd              |                       |
| 1995.  | Ubojice                        | Robert Rath              |                       |
| 1996.  | Svjetlo dana                   | Kit Latura               |                       |
| 1997.  | Cop Land                       | šerif Freddy Heflin      |                       |
| 2000.  | Uhvatite Cartera               | Jack Carter              |                       |
| 2001.  | Divlja vožnja                  | Joe Tanto                | scenarist i producent |
| 2002.  | Ubojica među nama              | Jake Malloy              |                       |
| 2003.  | Spy-Kids: Završna igra         | The Toymaker             |                       |
| 2006.  | Rocky Balboa (film)            | Rocky Balboa             | redatelj i scenarist  |
| 2008.  | Rambo 4                        | John Rambo               | redatelj i scenarist  |
| 2010.  | Plaćenici                      | Barney Ross              | redatelj              |
| 2012.  | Plaćenici 2                    | Barney Ross              | scenarist             |
| 2014.  | Plaćenici 3                    | Barney Ross              | redatelj              |
| 2015.  | Creed                          | Rocky Balboa             |                       |